# 河辺真
河辺 真（かわべ まこと）は日本のミクスチャー・ロック・バンド、SMORGASのベーシスト。
ミクスチャー・シーンにいながらヴィンテージ・ジャズ・ベースを携えた異色の存在感で注目を集める。SMORGASの他にMARS EURYTHMICS（マーズ・リトミック）、ERSKIN、wash？、CORNERなど多数のバンドに在籍。その他多くのアーティストのライヴ・サポートやレコーディングにも参加している。

## 人物
1962年製のフェンダー・ジャズ・ベースをメインに使用しているが、ミュージックマンやGibsonも使う。また、エレキ・ベースだけではなくコントラバスを演奏することもある。
演奏活動のかたわら、執筆もおこなう。ベースの教則本やエフェクター機材などの書籍、また、『ベース・マガジン』（リットーミュージック刊行）、『THE EFFECTOR BOOK』（シンコーミュージック・エンタテイメント刊行）などの楽器専門誌で執筆している。
猫と浦和レッズが好きで、よくART SHOP KAGOYAの猫のTシャツを着ている。埼玉スタジアムによくいる。

## 著書
- 『ベース・マガジン ひたすら弾くだけ!ベース・トレーニング(CD付き)』 （リットーミュージック・ムック/2008）
- 『ベース・マガジン ひたすら弾くだけ!スラップ・ベース・トレーニング』 (リットーミュージック・ムック/2009)
- 『ベース・マガジン ひたすら弾くだけ!スラップ・ベース・トレーニング』 (リットーミュージック・ムック/2010)
- 『1週間で完全習得！ウォーキング・ベース超入門 (CD付)』（リットーミュージック/2015）
- 『1週間で完全習得！コード理論で作れるベース・ライン超入門(CD付)』（リットーミュージック/2020）

## ライヴサポート
・相川七瀬
・DAITA

## レコーディング参加作品
- 猫沢エミ「ROBOT」(1996)
- 清水弘貴「Weeps」(1997)
- 清水弘貴『風のゆくえ～Blow Wind』(1997)
- BINECKS『Sacred Vision』(2007)
- 米倉千尋『Departure』(2009)
- PES「シーサイドラバーズ/真夜中のレインボー」(2012)
- 石風呂『ハッピーガールズコレクション』(2015)
- かなでももこ「Good Morning Dictator」(2015)
- 田村直美『Santih Santih Santih』(2016)